# Повстання Енгельбректа

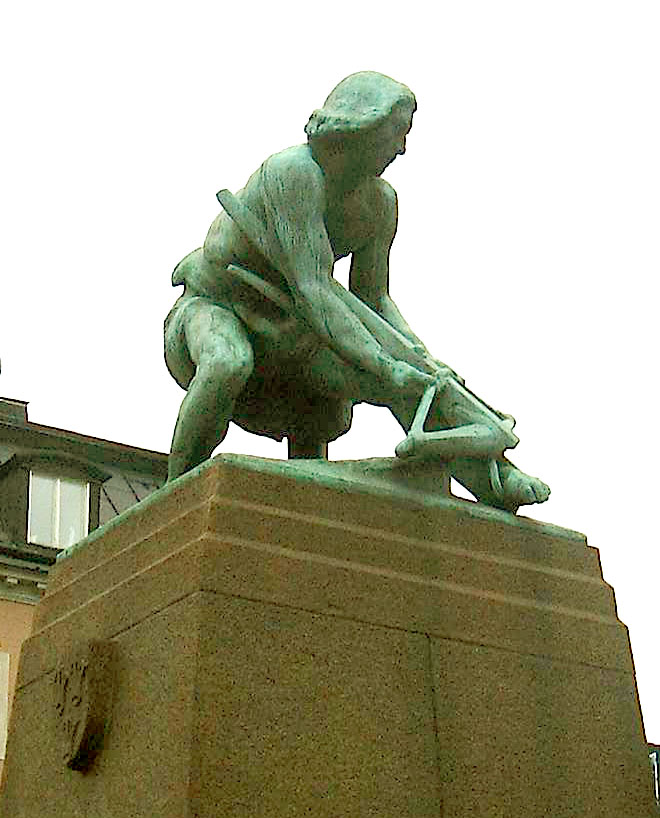
Статуя Енгельбректа в Корнгамнсторгу в Стокгольмі. Статуя, урочисто відкрита в 1916 році, представляє лідера повстання в образі героя і «борця за свободу» Вільгельма Телля. Енгельбрект і його армія з'являються на зображенні на високій основі, тоді як пам'ять про Еріка Померанського представлена статуєю в садах Стокгольмської ратуші.

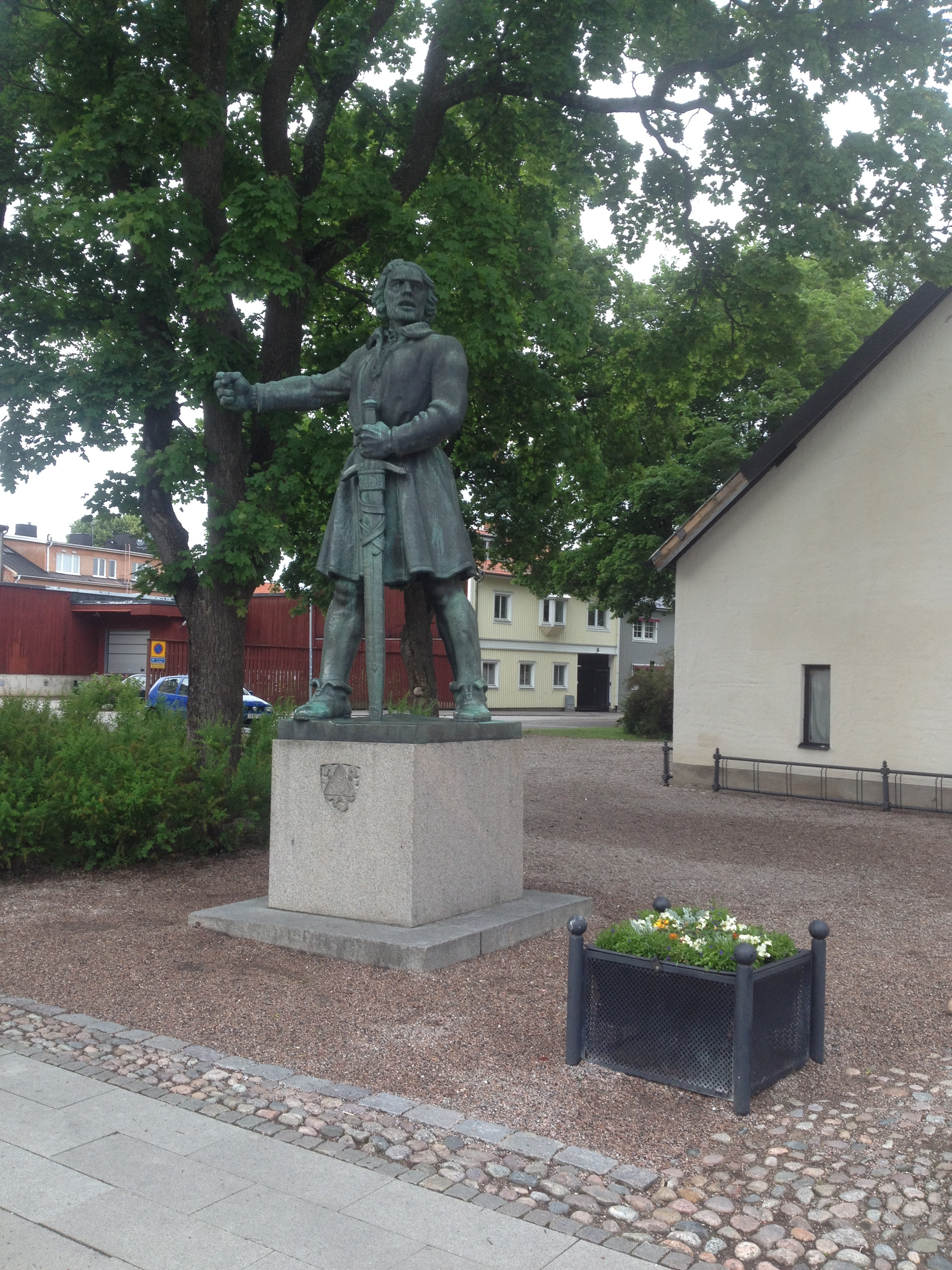
Бронзова статуя Енгельбректа в Арбозі. Скульптор Карл Елд, 1935 рік

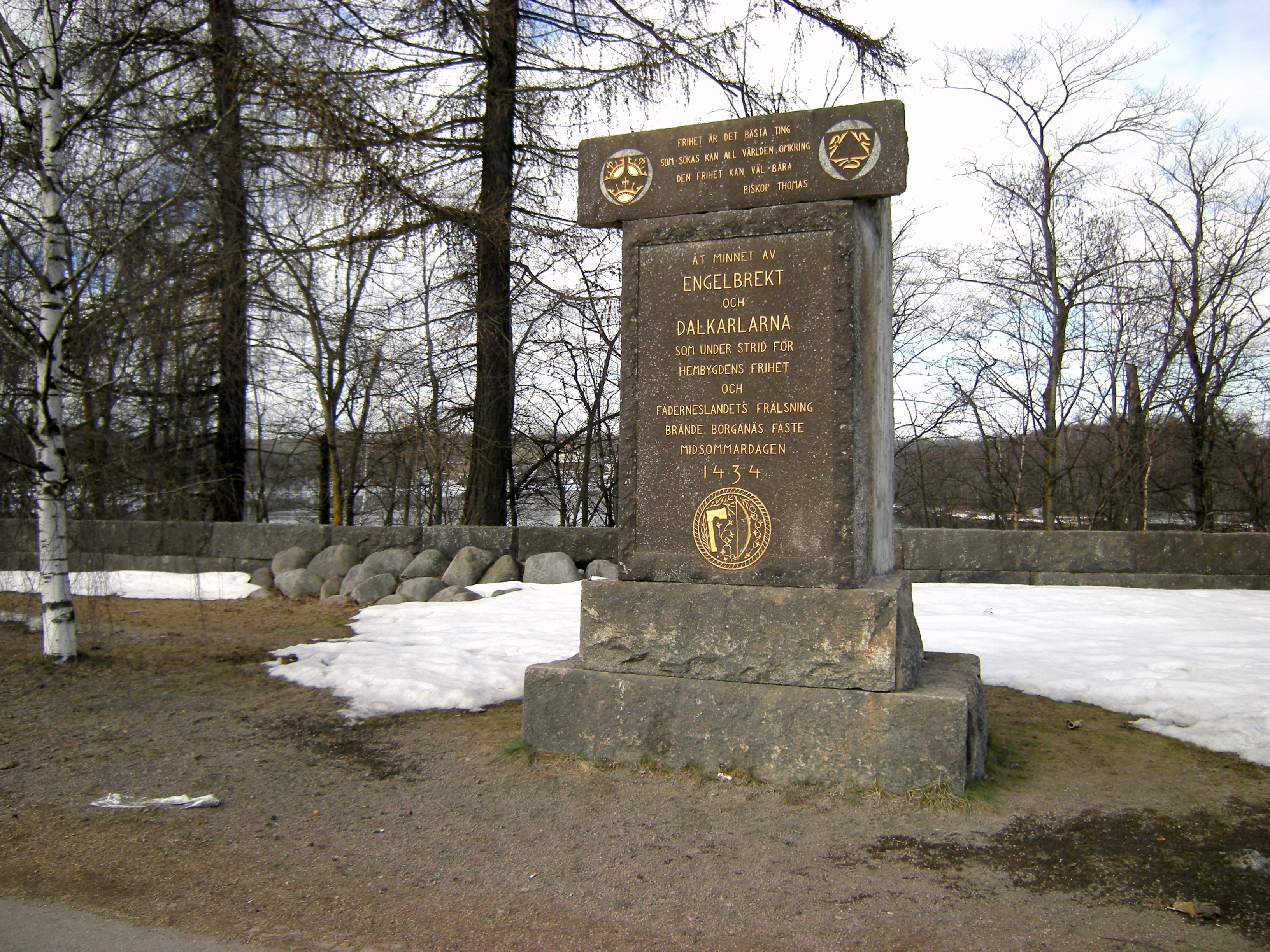
Пам'ятник Енгельбректу в Боргане

Повстання Енгельбректів (швед. Engelbrektsupproret) — повстання 1434—1436 років під проводом шведського шахтаря та дворянина Енгельбректа Енгельбректсона, спрямоване проти Еріка Померанського, короля Кальмарської унії. Повстання, почавшись у Даларні та Бергслагені охопило Свеаланд та Йоталанд. Повстання привело до розриву єдності Кальмарської унії та, як наслідок, тимчасового вигнання данських військ зі Швеції.

## Причини
У 1434 році Швеція була частиною Кальмарської унії, персональної унії, яка об'єднала Швецію з Данією та Норвегією під правлінням єдиного монарха Еріка Померанського. Шведи не були задоволені частими війнами данців проти Шлезвігу, Гольштейну, Мекленбургу та Померанії, що заважало шведському експорту (зокрема заліза) на континент. Під час дансько-гольштейнсько-ганзейської війни, коли експорт був припинений, збір податків продовжувався, викликаючи лють у шведських селян. Крім того, централізація уряду в Данії викликала підозри. Шведська таємна рада хотіла зберегти справедливий ступінь самоврядування .

## Повстання
Енгельбрект Енгельбректсон, який мав інтереси в гірничодобувному регіоні Бергслаген, проявляв свої лідерські якості. У 1431 або 1432 році Енгельбрект Енгельбректсон був призначений речником жителів Бергслагена, щоб переконати короля Еріка звільнити місцевого пристава у Вестеросі Єнса Еріксена. Переговори з Еріком відбулися у Вадстені в серпні 1434 року, але не увінчалися успіхом. Влітку 1434 року розлючені шахтарі та селяни спалили замок Борганес біля Бурленге. Протистояння поширилося, спричинивши кілька нападів на замки по всій країні. Єнс Еріксен втік до Данії, а його місце зайняв граф Ганс ав Еберштайн. Однак Енгельбрект і його послідовники не були задоволені, оскільки їхня вимога, щоб Єнс Еріксен був притягнутий до відповідальності, не була виконана. Омбудсмен короля Еріка визнав дії Єнса Еріксена незаконними до початку повстань, які були великою реакцією на неспроможність уряду вжити заходів проти судового виконавця.
У січні 1435 року Енгельбрект скликав представників чотирьох станів на сейм в Арбузі, який пізніше назвали першим становим риксдагом (хоча невідомо, чи дійсно селяни брали в ньому участь). Енгельбрект був обраний капітаном (Рікшовіцманом) шведського королівства. Протистояння почало згасати, коли Ерік пообіцяв зміни на краще. Проте, як і раніше, люди відчували, що ці обіцянки не виконуються, тому повстанці знову взяли в руки сокири. 27 квітня 1436 року загін повстанської армії пішов у бік Стокгольма, де люди все ще підтримували Еріка через сильну та впливову присутність Данії в місті.
Певна внутрішня напруга серед повсталих сил виникла через те, що знать і духовенство вирішили підтримати Карла Кнутсона Бонде, який у 1436 році піднявся до посади рикшовіцмана. Обоє не наважилися повністю усунути Енгельбректа через його сильну підтримку серед міщан та селян. Однак Енгельбрект захворів і став менш активним. За іронією долі, дуже сприятливою для Кнутсона, 4 травня Енгельбректа було вбито Монсом Бенгтссоном (Natt och Dag), через їхній особистий конфлікт. Карл Кнутссон Бонде передав Єнсу Еріксену лист про безпечний проїзд (lejdebrev), і судовий пристав повернувся до Швеції, щоб відвідати абатство Вадстена в грудні 1436 року. Однак, коли про нього дізналися, селяни сусіднього села Аска увірвалися до монастиря і привели Єнса Еріксена до місцевого суду в Моталі. Суддя визнав Єнса Еріксена винним і був обезголовлений мечем.
Отже, Кнутсон переміг у боротьбі за владу і став королем Швеції Карлом VIII у 1448 році. Риксрод Ерік Пуке спробував згуртувати старих прихильників Енгельбректа в Pukefejden, але було надто пізно. Еріка Пуке затримано і страчено у Стокгольмі в 1437 році.

## Наслідки
Повстання Енгельбректа спричинило розрив єдності Кальмарської унії, що призвело до тимчасового вигнання данських військ зі Швеції. Хоча пізніше данські королі відновили вплив на Швецію, повстання створило прецедент для відстоювання права шведських територій на суверенітет. Це також створило прецедент для активної участі селян у шведській політиці. Хоча невідомо, чи всі чотири стани брали участь у сеймі (риксдазі) в Арбузі, насправді це було так у 1436 році, коли сейм відбувся в Уппсалі після смерті Енгельбректа. Таким чином, повстання Енгельбректа поклало початок зародження демократичному інститутові, який, певною мірою, включав і представництво селян.